# Século XXXIII a.C.
Século XXXIV a.C - Século XXXIII a.C. - Século XXXII a.C
Inicia no primeiro dia do ano 3300 a.C. e termina no último dia do ano 3201 a.C.

## Eventos
- c. 3300 a.C.: Pictogramas em Uruque.
- c. 3300 a.C.–3000 a.C.: Rosto de mulher, de Uruque (modern Warka, Iraque) é feito. Está agora no Museu do Iraque, Bagdá (roubado e recuperado em 2003).

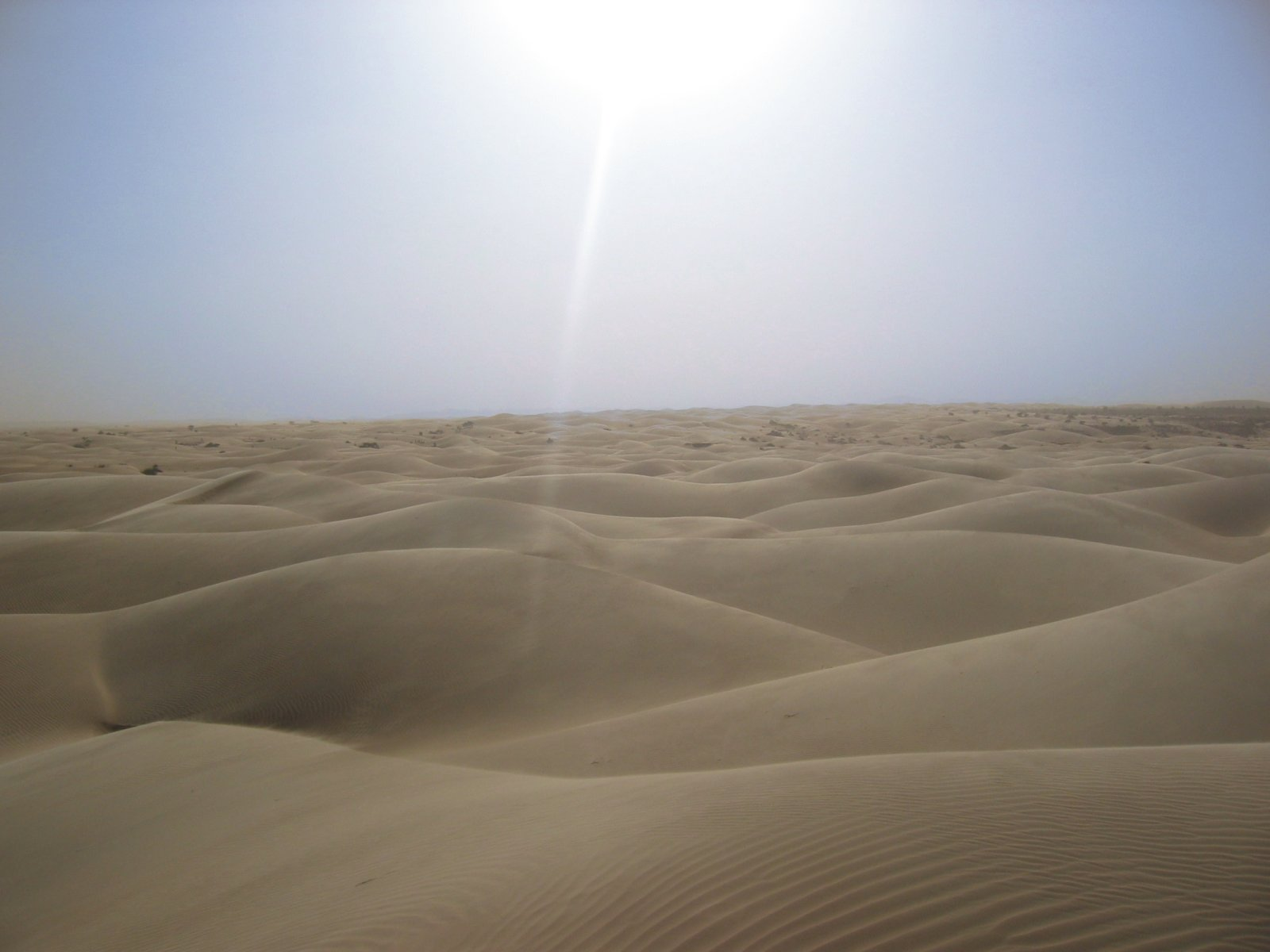
O sol brilha sobre as dunas do Saara

- Possível evento climático ligado à atividade solar. Geleiras expandem-se. Temperaturas atmosféricas caem.
- Saara deixa de ser uma região habitável e se torna um deserto.
- O Antigo Egito começa a usar argila, ossos e marfim para identificar caixas, em um possível exemplo de escrita arcaica.
- A Civilização do Vale do Indo (também conhecida como Civilização de Harapa ou Civilização Sindu-Sarasvati) surge em Harapa.
- Morte de Ginger, a mais antiga múmia egípcia.

## Invenções, descobertas, introduções
- Começa a Idade do Bronze no Crescente Fértil. (Roux 1980)
- Introdução de gado no Vale do Nilo. ('Eurasia')
- Egípcios domesticam o asno selvagem do Norte da África. (Clutton-Brock)
- cerca de 3250 a.C.: Roda de Oleiro em uso no Oriente Próximo.